# Панагюрські Колонії
Панагю́рські Коло́нії (болг. Панагюрски колонии) — село в Пазарджицькій області Болгарії. Входить до складу общини Панагюриште.

## Населення
За даними перепису населення 2011 року у селі проживали 307 осіб.
Національний склад населення села:
| Національність   | Кількість осіб | Відсоток |
| ---------------- | -------------- | -------- |
| болгари          | 264            | 91,0%    |
| цигани           | 17             | 5,9%     |
| турки            | 4              | 1,4%     |
| інша             | 0              | 0%       |
| не визначились   | 5              | 1,7%     |
| Всього відповіли | 290            |          |

Розподіл населення за віком у 2011 році:
Динаміка населення: